# Estación Tapia
Estación Tapia ist eine Ortschaft in Uruguay.

## Geographie
Sie liegt auf dem Gebiet des Departamento Canelones in dessen Sektor 14. Nächstgelegene Ansiedlungen sind Estación Pedrera im Südwesten, San Jacinto im Nordwesten und Estación Migues im Nordosten. Nahe dem Ort verläuft im Osten der Arroyo Solís Chico, auf den wenige Kilometer südlich der Arroyo de los Negros trifft.

## Infrastruktur
Durch den Ort führt die Eisenbahnlinie Montevideo – Minas.

## Einwohner
Die Einwohnerzahl von Estación Tapia beträgt 213. (Stand: 2011)
| Jahr | Einwohner |
| ---- | --------- |
| 1963 | -         |
| 1975 | -         |
| 1985 | 318       |
| 1996 | 226       |
| 2004 | 273       |
| 2011 | 213       |

Quelle: Instituto Nacional de Estadística de Uruguay